# Torrox (Gerichtsbezirk)
Der Gerichtsbezirk Torrox ist einer der elf Gerichtsbezirke in der Provinz Málaga.
Der Bezirk umfasst 8 Gemeinden auf einer Fläche von 295,95 km² mit dem Hauptquartier in Torrox.

## Gemeinden
| Gemeinde              | Einwohner (2024) | Fläche km² | Dichte Einw./km² | Cod INE | Postleitzahl |
| --------------------- | ---------------- | ---------- | ---------------- | ------- | ------------ |
| Algarrobo             | 6.909            | 9,73       | 710              | 29005   | 29750        |
| Árchez                | 411              | 4,80       | 86               | 29016   | 29753        |
| Canillas de Albaida   | 799              | 33,21      | 24               | 29034   | 29755        |
| Cómpeta               | 3.735            | 54,23      | 69               | 29045   | 29754        |
| Frigiliana            | 3.310            | 40,51      | 82               | 29053   | 29788        |
| Nerja                 | 22.187           | 85,12      | 261              | 29075   | 29780        |
| Sayalonga             | 1.646            | 18,30      | 90               | 29086   | 29752        |
| Torrox                | 21.583           | 50,05      | 431              | 29091   | 29770, 29793 |
| Gerichtsbezirk Torrox | 60.580           | 295,95     | 205              | –       | –            |